# Гурнак Людмила Миколаївна
Гурна́к Людмила Миколаївна (*14 травня 1940, Київ) — український промисловець, Заслужений працівник промисловості України.

## Життєпис
Народилася 14 травня 1940 року в Києві. З 1943 по 1964 проживала з батьками в селі Кобижча Бобровицького району.
Закінчила Київський інститут харчової промисловості.
Протягом 42 років поспіль працювала на ДП «Київський булочно-кондитерський комбінат» АТ «Київхліб», де пройшла шлях від робітника до директора. Нині — на пенсії.
Член-кореспондент Технологічної академії наук.
Автор друкованих праць з питань технології та організації виробництва в хлібопекарній і кондитерській промисловості. Має авторські свідоцтва та патенти на винаходи у цій галузі.
Обиралася депутатом райради чотирьох скликань Радянського району м. Києва та Київської міськради, делегатом XXVII з'їзду КПРС.
Чоловік: Гурнак Віталій Миколайович (1937—2020) — науковець, економіст, журналіст, залізничник і краєзнавець, доктор економічних наук, професор, член національної спілки журналістів України, почесний залізничник СРСР.
Донька Оксана і син Микола.

## Громадська діяльність
Член-кореспондент Української технологічної академії.

## Нагороди
Нагороджена орденом «Знак Пошани», орденом княгині Ольги ІІІ ступеня та рядом медалей.

## Виноски
1. ↑  president.gov.ua Указ Президента України № 855/2005 від 27 травня 2005 року «Про відзначення державними нагородами України працівників підприємств, установ та організацій міста Києва»